# Duke Nukem 64
Duke Nukem 64 è la versione per Nintendo 64 dello sparatutto in prima persona Duke Nukem 3D.

## Differenze
Rispetto a Duke Nukem 3D, in questa versione sono presenti nuove armi, ovvero una doppia mitragliatrice; l'"expander", un raggio che gonfia i nemici e li fa esplodere; un cannone al plasma; un lanciagranate. I livelli dotati di nuove zone esplorabili, e sono stati aggiunti nuovi easter egg, come riferimenti a 1997: Fuga da New York e Il silenzio degli innocenti; inoltre è stata eliminata la suddivisione in episodi del gioco. A causa dei limiti di memoria della cartuccia, sono state rimosse le musiche (a parte quella del menu dei titoli), mentre grazie all'hardware della console Nintendo è stato possibile inserire un boss costituito da poligoni.